# Repræsentativt demokrati
Et repræsentativt demokrati er en styreform, hvor den politiske magt overvejende ligger hos en forsamling af folkevalgte repræsentanter, eksempelvis i et parlament eller en lokal kommunalbestyrelse. Borgerne udvælger altså et mindretal (politikere) til at tage beslutninger på deres vegne. Et alternativ er direkte demokrati, hvor alle beslutninger lægges ud til direkte beslutning blandt borgerne, eksempelvis ved en folkeafstemning.
I et repræsentativt demokrati tager befolkningen altså kun undtagelsesvis selv direkte beslutninger via folkeafstemninger, men dets opgave er at vælge og kontrollere politikerne.

## Historie
Man daterer ofte demokratiets opståen til omkring 507 f.v.t. i bystaten Athen, hvor statsmanden Kleisthenes indførte et folkestyre, der varede omkring 200 år. Det var dog kun mænd over 20 år, hvis forældre begge var athenske borgere, der havde demokratiske rettigheder. Kvinder, udlændinge og slaver kunne således ikke deltage i beslutningsprocesserne. Det athenske demokrati var et forsamlingsdemokrati, hvor man mødte op, drøftede og stemte om de forskellige anliggender. Det skete 40 gange om året på højen Pnyx, der lå overfor Akropolis. Der var således tale om et direkte demokrati.
Efter antikken kom ideen om demokratiet for alvor tilbage i 1700-tallet. De demokratier, der er vokset frem siden da, er næsten alle repræsentative demokratier med folkevalgte parlamenter. Schweiz er et af de få lande, der i dag praktiserer en mere direkte form for demokrati. Den indebærer bl.a. mange folkeafstemninger. 

## Repræsentativt overfor direkte demokrati
Politologer og politiske filosoffer har både i tidligere epoker og i nutiden diskuteret fordele og ulemper ved det repræsentative demokrati overfor et direkte demokrati som praktiseret i antikkens Athen. 1700-tallets forfatningsgivere frygtede, at et direkte og ubegrænset demokrati folket ville medføre misbrug af flertalsmagten til overgreb på de enkelte borgeres personlige rettigheder som for eksempel ejendomsret eller ytringsfrihed. Således sondrede James Madison, der var en af hovedkræfterne bag USA's forfatning, mellem begreberne direkte demokrati og republik, hvor en republik var defineret ved at være et styre ved lov frem for mennesker. En republik var altså en retsstat med en tredeling af magten i den lovgivende, den udøvende og den dømmende magt. Man mente, at det direkte demokrati manglede magtadskillelse og ville føre til tyranniske love og forhastede beslutninger. Derfor var det snarere den romerske republik end det athenske demokrati, der var idealet for de første moderne forfatninger, der fulgte i kølvandet på den amerikanske og den franske revolution. Andre filosoffer som den franske Jean-Jacques Rousseau angreb til gengæld 1700-tallets repræsentative demokrati, repræsenteret ved det britiske parlament, som han mente ikke for alvor medførte frihed for vælgerne bortset fra lige under selve valgene. Han formulerede i stedet et ideal om det direkte deltagerdemokrati.
Den danske politilog Christian Rostbøll nævner forskellige andre ulemper ved et direkte demokrati: Individer i store grupper kan føle sig mindre ansvarlige for fælles beslutninger, end hvis beslutningerne tages i små grupper. Samtidig vil de mængder af informationer, som hver borger ville skulle sætte sig ind i i et fuldstændigt direkte demokrati, overvældende stor. Desuden vil stemmeret til alle beslutninger ikke medføre, at man kan sætte dagsordenen - man kan stemme for eller imod, men ikke vælge, hvad der skal stemmes om. Da politisk magt ikke kun er et spørgsmål om at kunne stemme, men også om at deltage i de forudgående diskussioner og forhandlinger, kan mere udstrakt brug af direkte demokrati i form af folkeafstemninger give borgerne en fornemmelse af at have meget magt uden reelt at have det. Rostbøll har anført de danske folkeafstemninger om EU-traktaterne som et eksempel. Reel indflydelse ville i dette tilfælde efter hans mening indebære, at hver enkelt af millioner af borgere skulle være med til at forhandle med de øvrige lande om traktaternes indhold, hvilket i praksis ikke ville være gennemførligt.
Det repræsentative demokrati giver ifølge Rostbøll til gengæld andre problemer. Således bliver der nogle gange en stor afstand mellem politikernes holdninger til landets problemer og løsninger og befolkningens syn på de samme spørgsmål. Et andet problem er, at politikerne kan komme til at ligne hinanden meget, eksempelvis med fælles baggrund i universitetsuddannelser som statskundskab og jura, og dermed ikke repræsenterer forskelligheden i befolkningen. Ifølge Rostbøll er nogle politiske teoretikere fortalere for at udskifte det repræsentative demokrati med et direkte demokrati, som indrettes sådan, at borgerne skiftes til at styre. Eksempelvis kunne man udtrække et tilfældigt udsnit af befolkningen, som i en periode vil bruge meget tid på at være dem, der stemmer. Alternativt kunne man opdele befolkningen i 50 grupper, hvor hver gruppe har mulighed for at stemme i et år i løbet af deres liv.